# Cinema espanyol

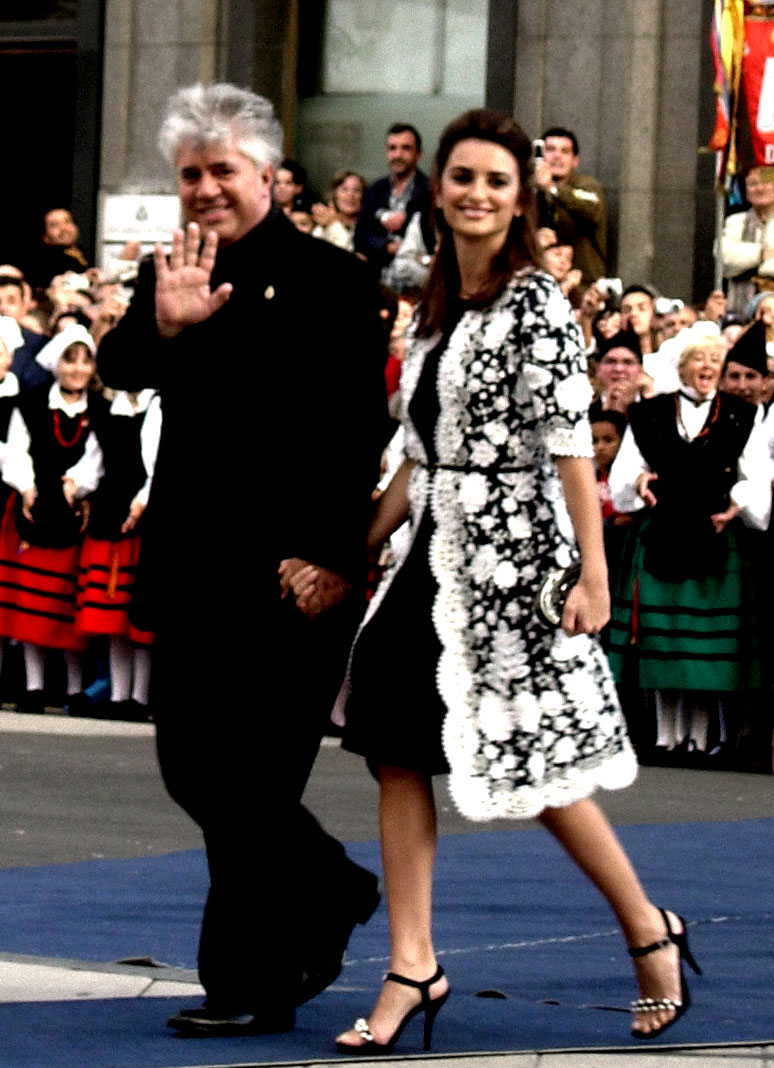
Pedro Almodóvar i Penélope Cruz a Oviedo en l'entrega del Premi Príncep d'Astúries de les Arts.

El cinema espanyol té una enorme importància documental per a conèixer l'evolució històrica de la societat a Espanya. A més, el cinema espanyol no només ha estat durant dècades un entreteniment de masses, sinó també un document històric i artístic de primer ordre. Ocupa actualment i de manera general una posició secundària a nivell mundial si es compara amb el cinema produït pels països anglosaxons, sobretot Estats Units. El cinema espanyol destaca principalment per la figura del director Luis Buñuel, les produccions del qual varen tenir una gran influència a Europa (a través de França) i a Iberoamèrica (a través de Mèxic), i pels èxits internacionals esporàdics de directors com Segundo de Chomón, Florián Rey, Juan Antonio Bardem, Luis García Berlanga, Carlos Saura, Jesús Franco, Antonio Isasi-Isasmendi, Mario Camus, Pedro Almodóvar i Alejandro Amenábar.
Altres vessants han obtingut menys repercussió internacional. Només el director artístic Gil Parrondo, guanyador de dos Òscars de Hollywood, i el director de fotografia Néstor Almendros (que va desenvolupar tota la seva trajectòria fora d'Espanya) o els actors Fernando Rey, Fernando Fernán Gómez, Antonio Banderas, Sergi López i Javier Bardem i les actrius Sara Montiel, Ángela Molina, Victoria Abril, Carmen Maura, Maribel Verdú i, sobretot, Penélope Cruz han obtingut certa fama, generalment pels seus treballs fora d'Espanya.
En l'actualitat, el percentatge de taquilla corresponent al cinema espanyol a Espanya se situa els darrers anys entre el 10% i el 20%, la qual cosa es tradueix en una sensació de crisi que s'allarga durant l'època més recent.

## Cinema espanyol primitiu
Els orígens del cinema espanyol se situen a Madrid en les festes de Sant Isidre del 1896, quan Alexander Promió, enviat dels germans Lumière, introdueix el cinematògraf a Espanya. En aquesta època, Espanya no es troba preparada per a desenvolupar una tècnica tan moderna per la situació econòmica i cultural del país i també per la falta d'interès del públic. Malgrat aquestes dificultats i el pes de la competència estrangera (europea i americana), comencen a rodar-se pel·lícules. Les primeres manifestacions són documentals amb estampes típiques i còmiques i reportatges sobre l'actualitat. Salida de misa de doce del Pilar de Zaragoza (1896) és considerada la primera pel·lícula espanyola. A la projecció assistiren els germans Jimeno, que es convertiren en uns dels primers realitzadors de cinema espanyol. En 1897 Fructuós Gelabert va filmar la primera pel·lícula amb argument narratiu propi, Riña en un café.

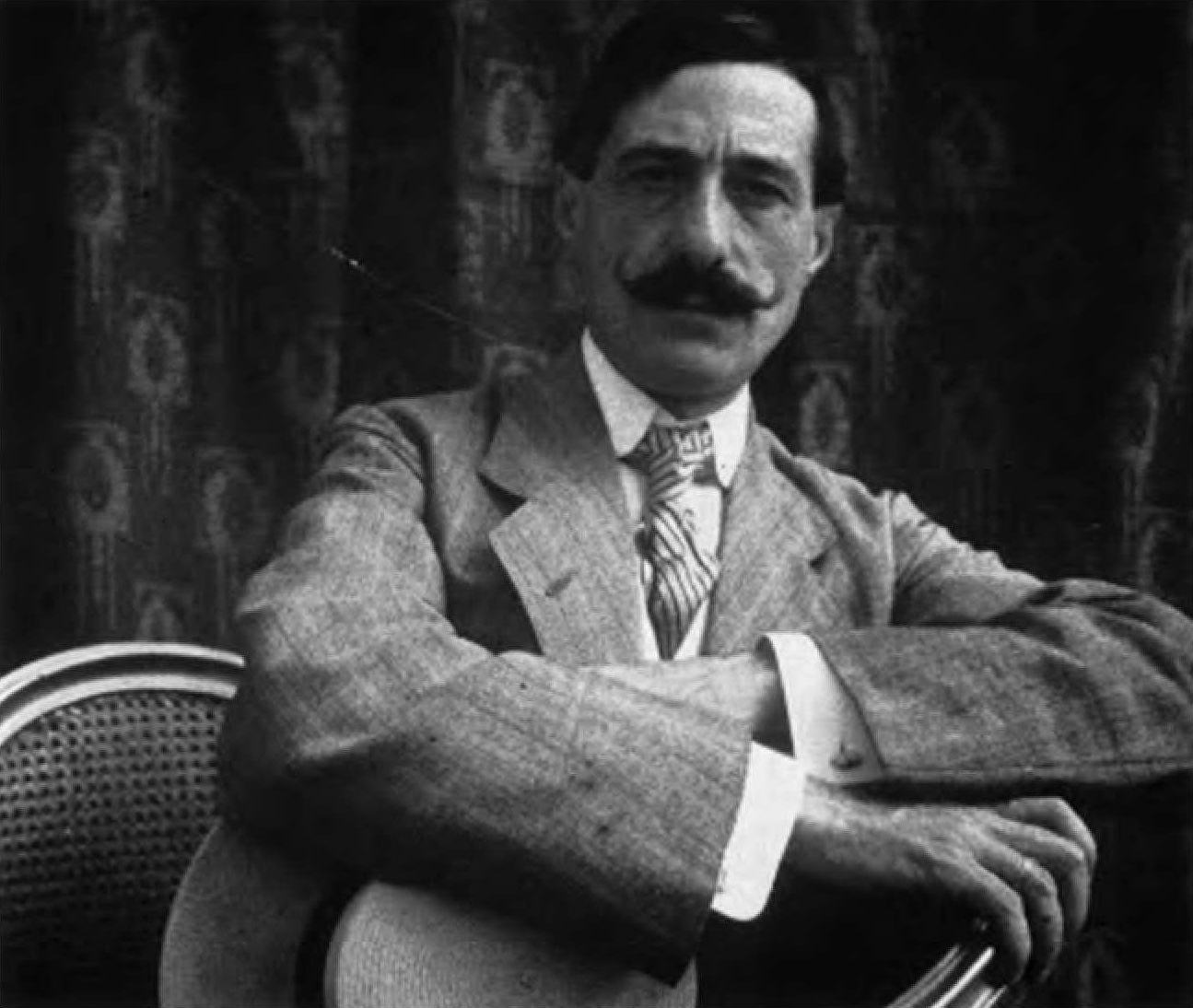
Segundo de Chomón

Un altre enginy de la creació cinematogràfica va ser Segundo de Chomón, que va emigrar a França en veure el lent desenvolupament de la indústria cinematogràfica a Espanya. Allà va treballar als estudis Pathé i va desenvolupar diferents sistemes d'efectes especials entre els quals destaca el cinemacoloris. Quan tornà a Barcelona va filmar per a la productora Pathé la pel·lícula Burgos (1911), i altres com La Imperial Toledo (1912) i Fantasía andaluza.
La primera productora espanyola és Macaya y Marro. En aquella època el focus principal de les productores es troba a Barcelona, que comptava amb tres grans productores: Films Barcelona, de Gelabert; Hispano Films, de Baño y Marro, i Iris Films. No obstant això, València també destaca gràcies a enginys com el d'Ángel García Cardona. Cardona va començar filmant allò que li resultava interessant per exhibir-ho. Més tard es va associar amb Cuesta i va constituir la productora Films Cuesta.

## Cinema espanyol a la dècada del 1910
La política de la dècada del 1910 a Espanya no va contribuir a crear una atmosfera de desenvolupament per a la indústria fílmica. No obstant això, el cinema va reflectir els successos que van convulsionar l'època, com ara l'assassinat de don José Canalejas. A partir d'aquest fet, Enrique Blanco (Iberia Films) i Fernández Frías van elaborar i produir el documental Muerte y entierro de don José Canalejas. El cinema d'aquesta època és un cinema de documentals. Les vagues generals també van trobar ressò al cinema, com la del 1917 amb el documental Huelga general de agosto en Barcelona. El 5% de la producció cinematogràfica que es conserva d'aquesta dècada són reportatges d'esdeveniments socials de to amable: festes, inauguracions de monuments, celebracions militars... La Primera Guerra Mundial va ser el motor de la producció espanyola. El cinema estranger i la producció en altres regions espanyoles (com València o Madrid), contribueixen a l'enfonsament progressiu de la indústria catalana. En aquesta època apareixen els primers guionistes.

## El cinema mut a la dècada del 1920
La dècada del 1910 i sobretot del 1920 són l'emblema del cinema mut a Espanya. Es tracta ja d'un cinema de caràcter narratiu en el qual destaquen pel·lícules com ara La revoltosa (1925), de Florián Rey; La medalla del torero (1925), d'ambient andalús, en què debutà la famosa ballarina Custodia Romero; Pilar Guerra (1926), de José Buchs; La aldea maldita (1929), de Florián Rey, i La bodega (1929), de Benito Perojo.
A finals de la dècada del 1920 el cinema comença a prendre rellevància i comença a ser valorat per la burgesia i els intel·lectuals. Per aquesta raó s'intenta crear un cinema de qualitat, coincidint amb els avantguardismes que s'estan imposant en la literatura, en la pintura i en altres manifestacions artístiques, malgrat que ja s'havia començat a la dècada del 1910 a adaptar algunes obres literàries i teatrals al cinema. Triomfa la sarsuela.
El 1928, Ernesto Giménez Caballero i Luis Buñuel funden a Madrid el primer cineclub. El mateix any, Francisco Elías Riquelme filma El misterio de la Puerta del Sol, la primera pel·lícula sonora del cinema espanyol, i Luis Buñuel la coneguda Un chien andalou.

## El cinema de la dècada del 1930 abans de la guerra
El 1931, l'arribada de produccions estrangeres amb so produeix la crisi de la producció nacional. Cap productora espanyola comptava amb els mitjans tècnics i econòmics per a cobrir les noves necessitats. L'any següent, Manuel Casanova fundaria la Companyia Industrial Film Española S.A. (CIFESA), la productora més important que mai ha tingut el país i considerada de dretes.
És l'època de la consolidació de grans actors com Imperio Argentina, Miguel Ligero, Manuel Luna, Antoñita Colomé, Raquel Rodrigo i Estrellita Castro.
Els documentals d'aquest període aconsegueixen gran qualitat amb Las Hurdes. Tierra sin pan (32) de Buñuel. A més es realitzaren pel·lícules i documentals centrats en la situació política: Madrid se divorcia (que tracta el tema del divorci, aprovat per llei en 1932), i Cómo nació la República Española. El 1929, Luis Buñuel va produir Un perro andaluz, la pel·lícula que es convertiria en la primera pel·lícula sonora el 1960 quan li varen incorporar una banda sonora.
Hi trobem títols destacats com ara Morena clara (1936) de Florián Rey, La hija de Juan Simón (1935) de José Luis Saénz de Heredia i Don Quintín el amargao (1935) de Lluís Marquina.
Hollywood no vol perdre el ja grandíssim imperi espanyol i hispanoamericà, i per això comença a produir pel·lícules en castellà.

## El cinema de la Guerra Civil
Amb l'arribada de la guerra civil el 1936, es produeix una crisi cinematogràfica causada per la destrucció dels estudis, com també per la situació general de la població espanyola i l'exili dels professionals. El cinema comença a ser utilitzat com a element propagandístic. Quan finalitza la guerra, els guanyadors destrueixen milers de gravacions amb la finalitat d'eliminar el cinema republicà. Hi destaquen pel·lícules com ¡¡Centinela, alerta!! (1936) de Jean Grémillon i Espoir (1939) d'André Malraux i Max Aub.

## El cinema delfranquisme
El període franquista va comportar l'exili de molts dels cineastes i una reducció del patrimoni fílmic. A més, el cinema es va convertir en motor de propaganda de la ideologia del règim amb les consegüents característiques de la producció fílmica: censura i dependència econòmica de l'Estat (impostos, quota de pantalla, llicència d'importació...). Dins d'aquesta censura es va imposar el doblatge al castellà de totes les pel·lícules estrenades en territori nacional. El tema del folclore espanyol és molt recurrent en aquell moment.
Es crea l'Institut d'Investigacions i Experiències Cinematogràfiques l'any 1947, que formalitza i professionalitza els diferents oficis del cinema.

### El cinema de la dècada del 1940
Les pel·lícules més destacades d'aquesta època van ser: Alma de Dios (1941) d'Ignacio F. Iquino, Raza (1942), amb guió del mateix Francisco Franco, El escándalo (1943) de José Luis Saénz de Heredia, Huella de luz (1942), Eloísa está debajo de un almendro (1943) i El clavo (1944) de Rafael Gil, i finalment La vida en un hilo (1945) i Domingo de Carnaval (1945) d'Edgar Neville.

### La cinematografia folklòrica de la dècada del 1950
A la dècada del 1950 apareixen dos importants festivals de cinema a Espanya: el 21 de setembre de 1953 naix el Festival Internacional de Cinema de Sant Sebastià, que no ha patit cap interrupció des de llavors, i el 1956 té lloc la primera Semana Internacional de Cine de Valladolid o Seminci.
D'altra banda, pel·lícules com ara Marcelino pan y vino (1955) de Ladislao Vajda imposarien una moda de xiquets actors, de la qual formarien part les pel·lícules protagonitzades per Joselito, Marisol, Rocío Dúrcal, Pili i Mili i Ana Belén.
Però als anys cinquanta no tot es va limitar a aquest tipus de pel·lícules protagonitzades per xiquets, i va començar a ser evident la influència del neorrealisme en nous directors com Antonio del Amo, José Antonio Nieves Conde amb Surcos (1951), Juan Antonio Bardem amb Muerte de un ciclista (1955) i Calle Mayor (1956) i Luis García Berlanga amb Bienvenido, Mister Marshall (1952), Plácido (1961) i El verdugo (1963). Moltes d'aquestes pel·lícules tenen en comú la participació d'un dels guionistes més importants al cinema espanyol: Rafael Azcona. Pel que fa als actors i actrius, Lola Flores, Juanita Reina, Carmen Sevilla, Paquita Rico, Antonio Molina i Luis Mariano són els rostres més coneguts del folclore del moment.
Les comèdies amb arguments simples i de caràcter superficial com Viaje de novios, 1956, Las muchachas de azul, 1957 o Sólo para hombres, 1960) es feren famoses amb Analía Gadé i Fernando Fernán-Gómez. Altres destacades figures internacionals en aquestos anys són l'actor Fernando Rey, Aurora Bautista i María Asquerino.
Pel·lícules com El último cuplé (1957) de Juan de Orduña i La violetera (1958) de Luis César Amadori, van convertir Sara Montiel en el símbol més internacional del cinema espanyol de l'època.

### El progressiu alliberament de les dècades del 1960 i del 1970
Aquest període marca una progressiva obertura d'Espanya al món exterior. Aquesta obertura es fa palesa amb l'alliberament dels temes de les pel·lícules del moment. Es comença a perfilar un estil propi, i el tema és precisament aquesta certa llibertat d'expressar la realitat.
Mario Camus produeix pel·lícules de diverses temàtiques: còmics ambulants (Los Farsantes, 1963), el món de la boxa (Young Sánchez, 1964) i el món gitano (Con el viento solano, 1965). Manuel Summers va apostar en les seues pel·lícules per una visió infantil o el declivi dels esportistes, encara que la poca acceptació de les seues pel·lícules va fer que es reorientara. Basilio Marín, Miguel Picazo i Jordi Grau conformen la generació de cineastes del NCE (Nou Cinema Espanyol).
Aquesta època és també el moment del sorgiment dels subgèneres: spaghetti western, el musical i la comèdia irrompen, entre d'altres.

## El cinema de lademocràcia
Amb la mort del dictador es va suprimir la censura i van sorgir els fenòmens populars del destape i el landisme, tractant temes polèmics de la societat espanyola dels últims anys del franquisme. La mort de Franco permet el naixement de documentals que mostren la realitat del franquisme. Pel·lícules com ara El espíritu de la colmena (1973) de Víctor Erice, Canciones para después de una guerra (1976) de Basilio Martín Patino i Pim, pam, pum, fuego (1975) de Pedro Olea reflecteixen els anys més grisos de la dictadura.
Pel que fa a la ficció postfranquista, Juan Antonio Bardem realitza l'any 1979 Siete días de enero; Manuel Guitiérrez Aragón, El corazón del bosque l'any 1978, i Mario Camus, Los días del pasado l'any 1977.
Es van començar a permetre les manifestacions culturals en altres llengües i es va crear, entre d'altres, l'Institut del Cinema Català. Es van començar a realitzar també, al País Basc i a Catalunya, pel·lícules amb una temàtica nacionalista.

### Eldestape
La democràcia comença i amb aquesta arriben les primeres pel·lícules amb una temàtica de llibertat sexual. Els directors més assenyalats d'aquest gènere són Jaime de Armiñán i Eloy de la Iglesia. Ventura Pons se centra en la temàtica homosexual amb la pel·lícula Ocaña, retrat intermitent. Altres directors destacats del moment són Carlos Saura, Vicente Aranda, i Pedro Almodóvar amb la seua primera producció Pepi, Luci, Bom y otras chicas del montón l'any 1980.